# Hjelpreda I Hushållningen För Unga Fruentimber
Hjelpreda I Hushållningen För Unga Fruentimber, populärt benämnd Cajsa Wargs kokbok, är en kokbok av Cajsa Warg från 1755.

## Om boken
År 1755 gav hon ut den första upplagan av sin kokbok Hjelpreda I Hushållningen för Unga Fruentimber som sammanlagt gavs ut i fjorton upplagor på svenska, fyra på tyska och en på estniska. Under hennes livstid kom verket ut i ytterligare tre svenska upplagor med ett tillskott av en bok om färgning av garn samt ett "bihang" med ytterligare recept i den fjärde upplagan 1765. Färgningsboken utgavs också i två danska upplagor 1774 och 1793. Den sista upplagan gavs ut 1822, 53 år efter Wargs död. Redan i den första upplagan ingick bland annat instruktioner för växtfärgning och kurer för boskapssjukdomar. Boken bestod främst av matlagningsrecept, men var tekniskt sett en hushållsbok med instruktioner för hur ett hushåll skulle skötas. Kokboken kom att bli tongivande för svensk borgerlig matlagning under flera generationer, men blev omodern allteftersom kökens utrustning förändrades. Potatisen blev populär i Sverige under utgivningstiden, men det var först i upplagor som gavs ut efter Wargs död som recept tillkom.
Uttrycket "man tager vad man haver" är tillskrivet Warg, men förekommer inte i hennes verk. I sin Hjelpreda använder hon däremot formuleringar av typen att vissa ingredienser kan användas när "sådant är för hand". Ett annat uttryck som förekommer på några ställen i boken är "Man tager, om man så hafva kan".
Bokens 250-årsjubileum firades 2005 på Kokboksmuseet i Måltidens hus, Grythyttan (som har tre exemplar av den första upplagan i sina samlingar) i samband med en stor Bokmarknad i Hjulsjö. Samma år utgavs också boken Kocken möter Caisa Warg av Jan-Erik Hallberg.
Det finns inga belägg för att Warg kallades Cajsa under sin livstid, utan benämns som Christina i skrifterna och signerar med det namnet.

## Upplagor avHjelpreda I Hushållningen För Unga Fruntimer
Svenska
- första upplagan, 1755 (även utgiven i faksimilutgåva 1970)
- andra upplagan, 1759
- tredje upplagan, 1762 (tillägg av Underrättelse om Färgning)
- fjärde upplagan, 1765 (tillägg av Bihang med ytterligare recept)
- femte upplagan, 1770
- sjätte upplagan, 1773 (beskrivs härefter som "å nyo öfwersedd, förbättrad och tilökt")
- sjunde upplagan, 1780
- åttonde upplagan, 1781
- nionde upplagan, 1790
- tionde upplagan, 1795
- elfte upplagan, 1800
- tolfte upplagan, 1809
- trettonde upplagan, 1814
- fjortonde upplagan, Örebro 1822. "Tilökt med en Färgbok och et Bihang. Å nyo öfversedd, förbättrad och tilökt. På eget Förlag. Exmplaret kostar En Riksdaler 16 Skillingar Banco."

Tyska
- Schwedisches Koch- und Haushaltungs-Buch, första upplagan (1772)
- andra upplagan (1778)
- tredje upplagan (1789)
- fjärde upplagan (1805)

Danska
- Den på Kundskab og Erfaring grundede nye Farve-Bog, första upplagan (endast färgboken, 1773)
- andra upplagan (endast färgboken, 1794)

Estniska
- Köki ja Kokka Ramat, mis Rootsi Kelest Eesti-ma Kele üllespandud on (1781)